# یعقوب (فرستاده)
یعقوب یکی از نجیب‌زادگان ایرانی در زمان حکومت شاهنشاه خسرو انوشیروان ساسانی (حک. ۵۳۱–۵۷۹) بود. او که هر دو زبان فارسی و یونانی را می‌دانست، در اواخر سال ۵۷۳ یا در اوایل ۵۷۴ به دربار امپراتور ژوستین دوم روم فرستاده شد. فرستاده‌ای به نام زکریا پاسخ دربار بیزانس را به ایران رسانید.